# Hl. Gregor von Nazianz (Tovariševo)

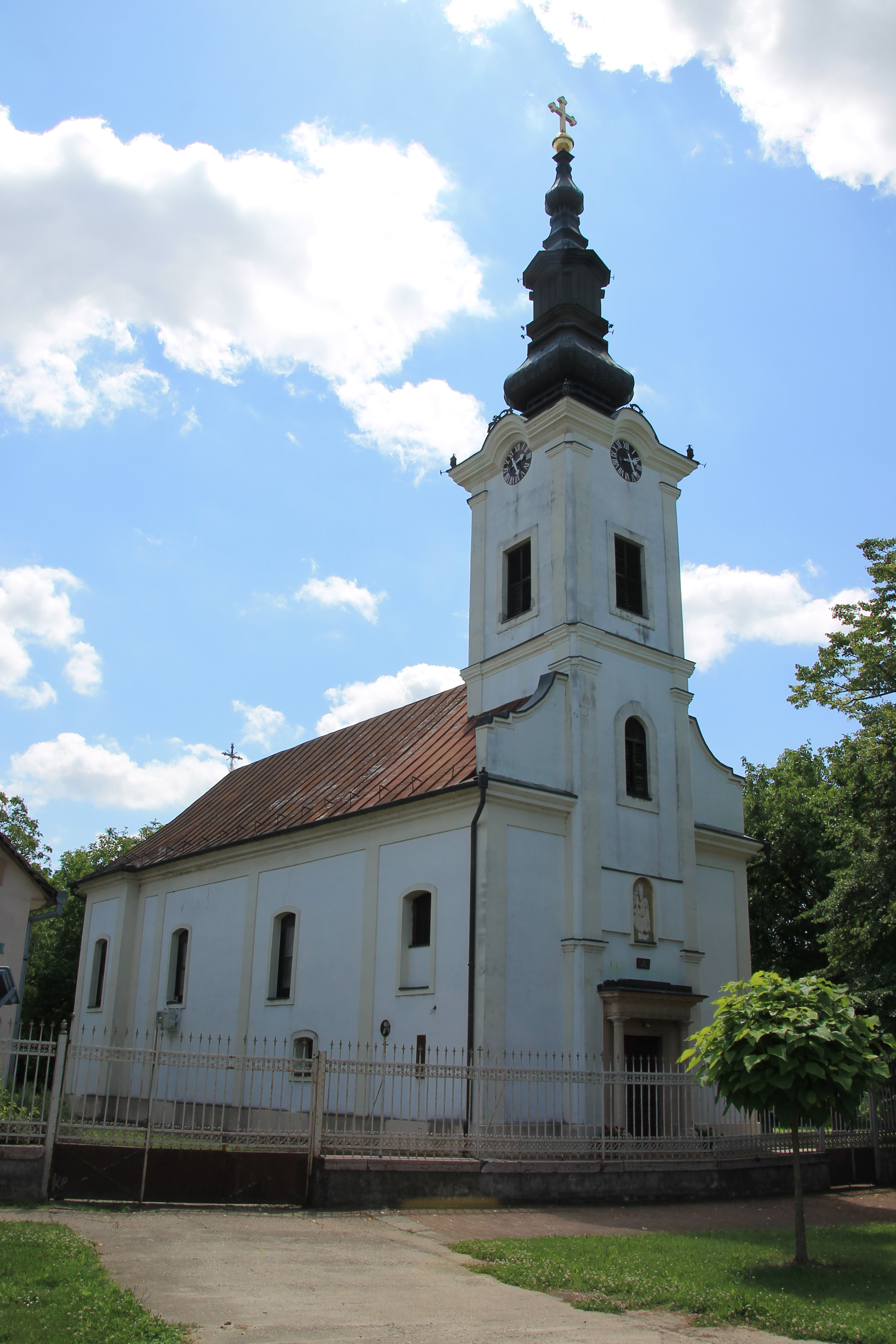
Die Kirche Hl. Gregor von Nazianz in Tovariševo

Die Kirche Hl. Gregor von Nazianz (serbisch: Црква Светог Григорија Богослова, Crkva Svetog Grigorija Bogoslova) im Dorf Tovariševo, ist eine serbisch-orthodoxe Kirche in der autonomen Provinz Vojvodina im westlichen Nordserbien.
Die von 1783 bis 1785 erbaute Kirche ist dem Hl. Gregor von Nazianz geweiht und ist die Pfarrkirche der gleichnamigen Pfarrei und Kirchengemeinde Tovariševo im Dekanat Bačka Palanka der Eparchie Bačka der serbisch-orthodoxen Kirche. Sie ist ein staatlich geschütztes Kulturdenkmal.

## Lage

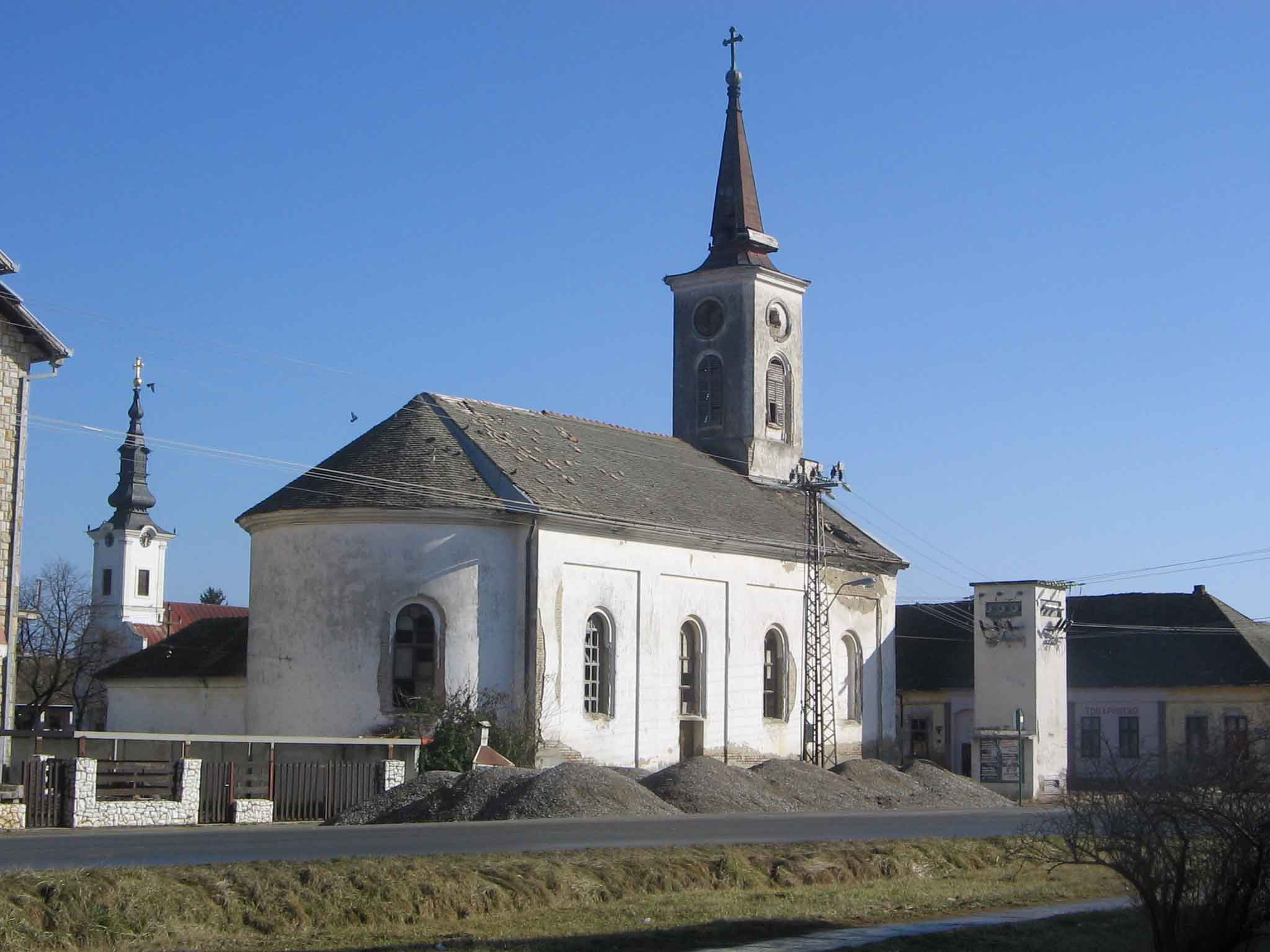
Im Vordergrund die römisch-katholische Kirche und im Hintergrund die Serbische-orthodoxe Kirche

Das Dorf gehört zur Opština Bačka Palanka im Okrug Južna Bačka und liegt in der westlichen Bačka.
Die Kirche steht im nördlichen Dorfzentrum, an einer der Hauptstraßen des Dorfes, der Ulica Maršala Tita.
Im umzäunten Kirchhof stehen neben der Kirche auch das Pfarrhaus und alte Grabdenkmäler. Ein orthodoxes Gedenkkreuz steht vor dem Kirchhof nahe dem Eingang der Kirche.
Unweit der Kirche steht die römisch-katholische Kirche St. Karl Borromäus und ein kleiner Park mit dem Denkmal für die Gefallenen jugoslawischen Partisanen aus dem Zweiten Weltkrieg.

## Geschichte
Obwohl angenommen wird, dass bereits vor der großen Migration im Jahre 1690, eine serbisch-orthodoxe Kirche im Dorf stand, stammen die ersten schriftlichen Belge einer Kirche im Ort aus dem Jahre 1715, als der Kirchenmann, Ilija Sremac, als Einwohner des Dorfes genannt wird. Die ersten schriftlichen Einträge über serbisch-orthodoxe Priester im Dorf stammen aus dem Jahr 1745.
Es ist bekannt, dass in der Mitte des 18. Jahrhunderts im Dorf eine große serbisch-orthodoxe Kirche stand. Nach den Erzählungen der alten Dorfbewohner stand diese Kirche gegenüber dem heutigen Gotteshaus. Als diese Kirche wegen Baufälligkeit abgerissen werden musste, wurde an der Stelle des alten Altars ein Gedenkkreuz errichtet (dieses Gedenkkreuz steht heute vor dem Kirchhof der heutigen Kirche).
Die Ikonostase der alten Kirche, die 1772 hergestellt wurde, ist erhalten geblieben. Sie befindet sich seit 1818 in der Kirche Hl. Erzengel Gabriel im Dorf Molovin im Srem und hat einen großen historischen und künstlerischen Wert.
Der Bau der Kirche Hl. Gregor von Nazianz begann 1783 und wurde 1785 beendet. Die Geburten- und Vermähltenregister der Pfarrei sind von 1744 bis 1773 erhalten geblieben, und von 1788 an bis heute sind die Geburten, Toten- und Vermähltenregister erhalten geblieben und weitergeführt worden.
1859 kauften der Gemeindevorsteher Slavuj Protić und der Kirchenvorstand von den Spenden der Dorfbewohner zur Kirchenslava neue liturgische Gegenstände in der Hauptstadt der Vojvodina Novi Sad.
Die Kirche wurde mehrmals renoviert und die letzte großflächige Rekonstruktion der Kirche erfolgte 1996.
Neben der Kirche stand nahe dem Weg zum Nachbardorf Mladenovo eine kleine Kapelle (Vodica), die dem Hl. Johannes dem Täufer geweiht war. Die Kapelle wurde während des Zweiten Weltkrieges zerstört.

## Architektur

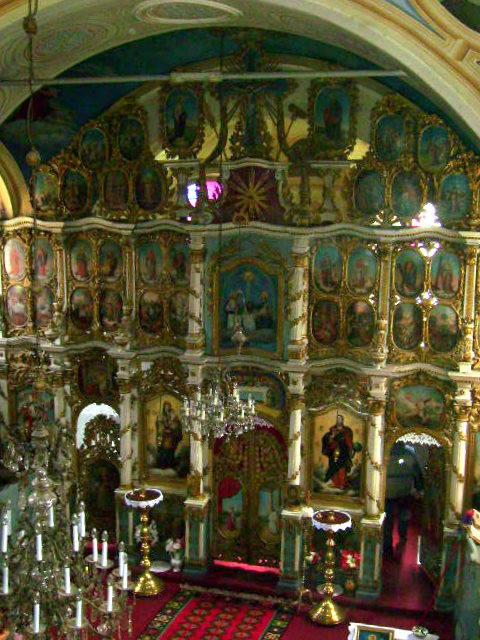
Die prächtige Ikonostase der Kirche

Die Kirche stellt ein typisches Beispiel für jene Epoche des orthodoxen Kirchenbaus der Vojvodina dar, der von der zweiten Hälfte des 18. Jahrhunderts und der ersten Hälfte des 19. Jahrhunderts reichte und sich der stilistischen Mittel des hochentwickelten Barock bis hin zum Klassizismus bediente.
Die einschiffige Kirche ist mit einem rechteckigen Chorraum, einer Altar-Apsis im Osten und einem hohen Kirchturm mitsamt einer akzentuierten mehrstufigen Turmkappe aus Blech, der die Westfassade dominiert, konzipiert worden.
Die Außenfassaden der Kirche werden durch flache Lisenen und schmale flache Umrahmungen um die Kirchenfenster verziert. Das Auftreten von Triglyphen und anderen stilistischen Mitteln auf der Dekoration zeugt von der Dominanz des Klassizismus.
Die Autoren der Ikonostase, Ikonen und der Fresken sind heute nicht mehr bekannt. Die prächtige Ikonostase der Kirche wurde durch die Kombination von Tischlerarbeiten und Verzierungen aus Holz aus dem Jahr 1848 und Ikonen aus verschiedenen Epochen und unterschiedlichen Ursprungs geschaffen. Die Datierung der Ikonen der Kirche ist durch mehrere neu Bemalungen und Restaurierungen schwer zuzuordnen. Die Thronikonen der Ikonostase weisen auf den Einfluss des Barock hin und wurden höchstwahrscheinlich zum Ende des 18. oder Anfang des 19. Jahrhunderts gemalt.
Die Wandmalereien (Fresken) wurden ebenfalls mehrfach überstrichen und neu gemalt. Hervorzuheben ist die Freske der Schlacht auf dem Amselfeld im Jahre 1389 aus dem Jahre 1853, die kennzeichnend für die Erneuerung des Kultes dieser epischen Schlacht bei den Serben ist.
Die Kirche besitzt einen Haupteingang an der Westseite und einen Nebeneingang an der Nordseite, über beiden Eingängen wurden Fresken von jeweils einen Heiligen gemalt. An die Kirchenaußenwände wurden einige alte Grabdenkmäler gestellt, die lokal historische Bedeutung haben.

## Galerie

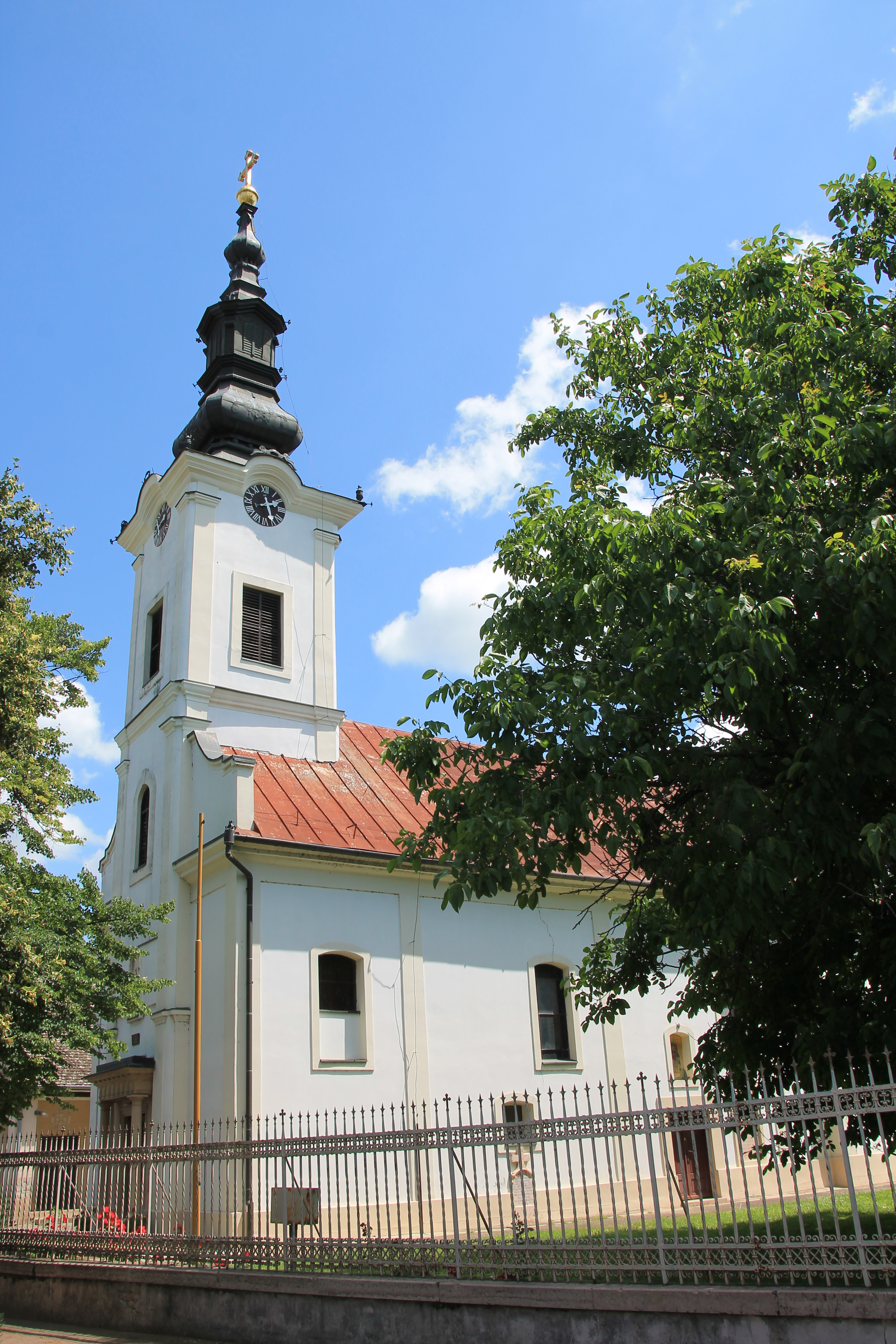
Die Nordseite der Kirche
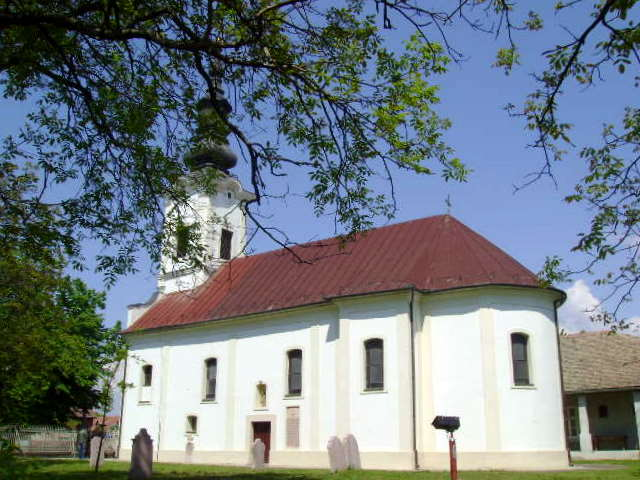
Blick auf die Apsis der Kirche
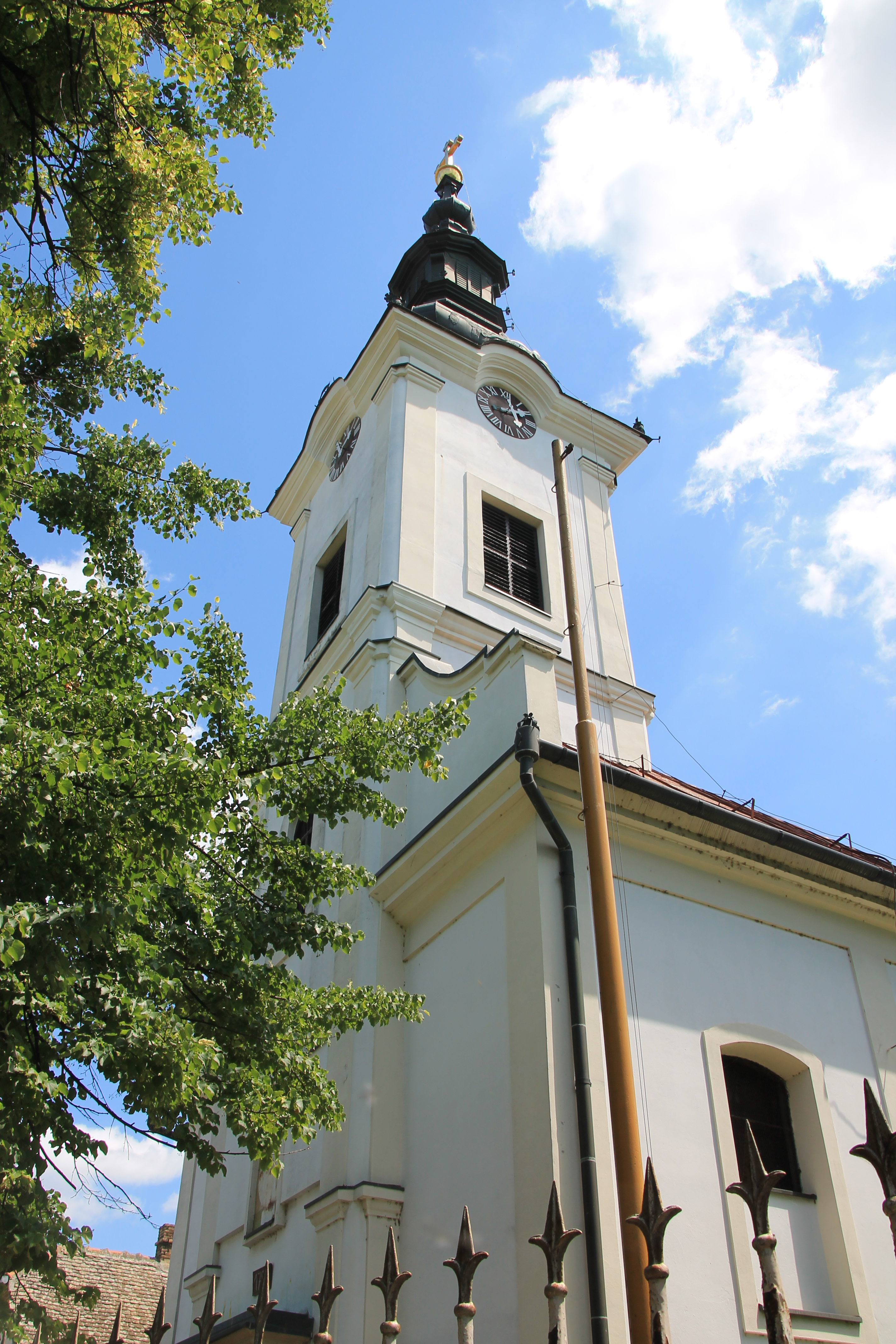
Blick auf den markanten Kirchturm
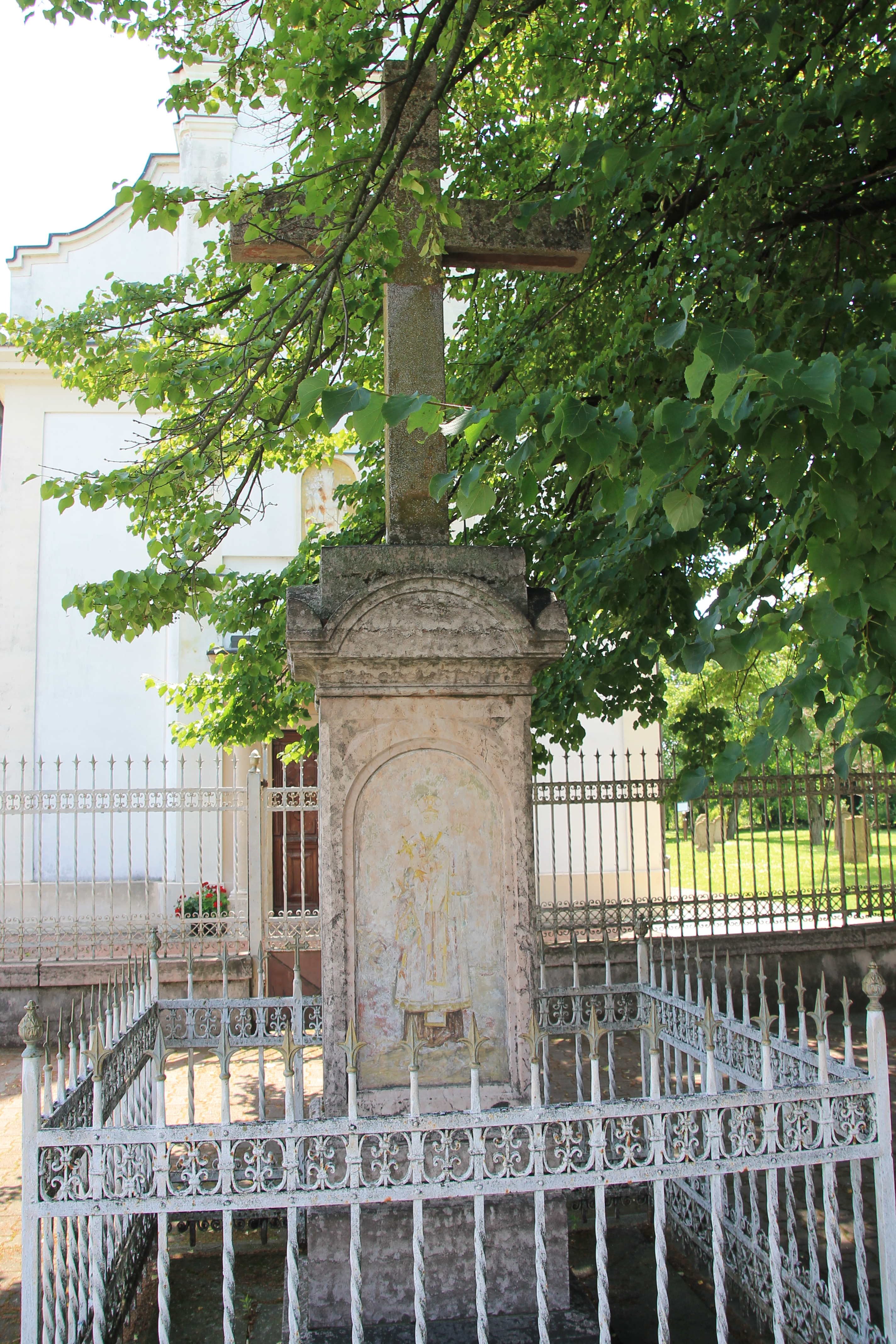
Das Gedenkkreuz zur Erinnerung an die alte Kirche
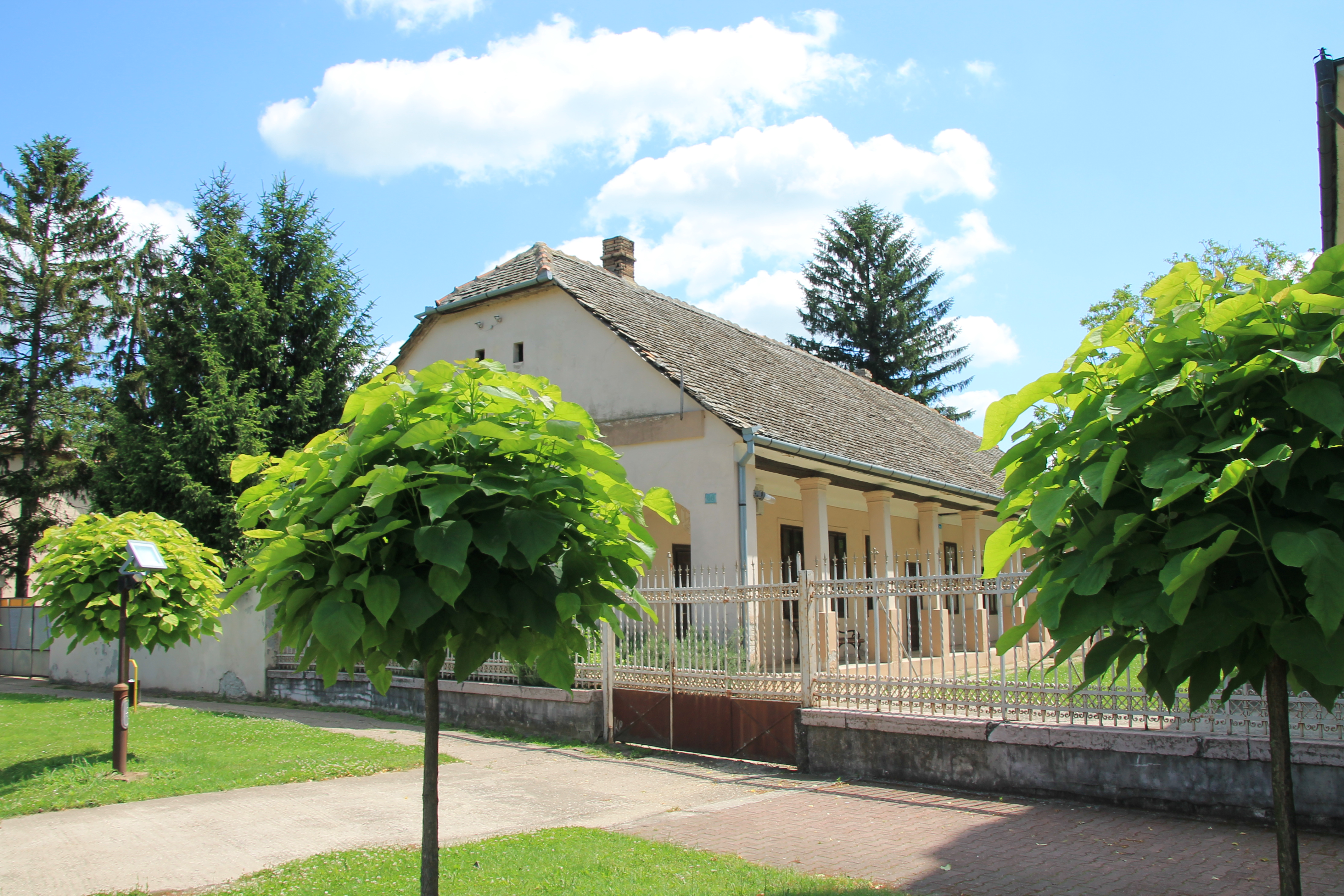
Das Pfarrhaus
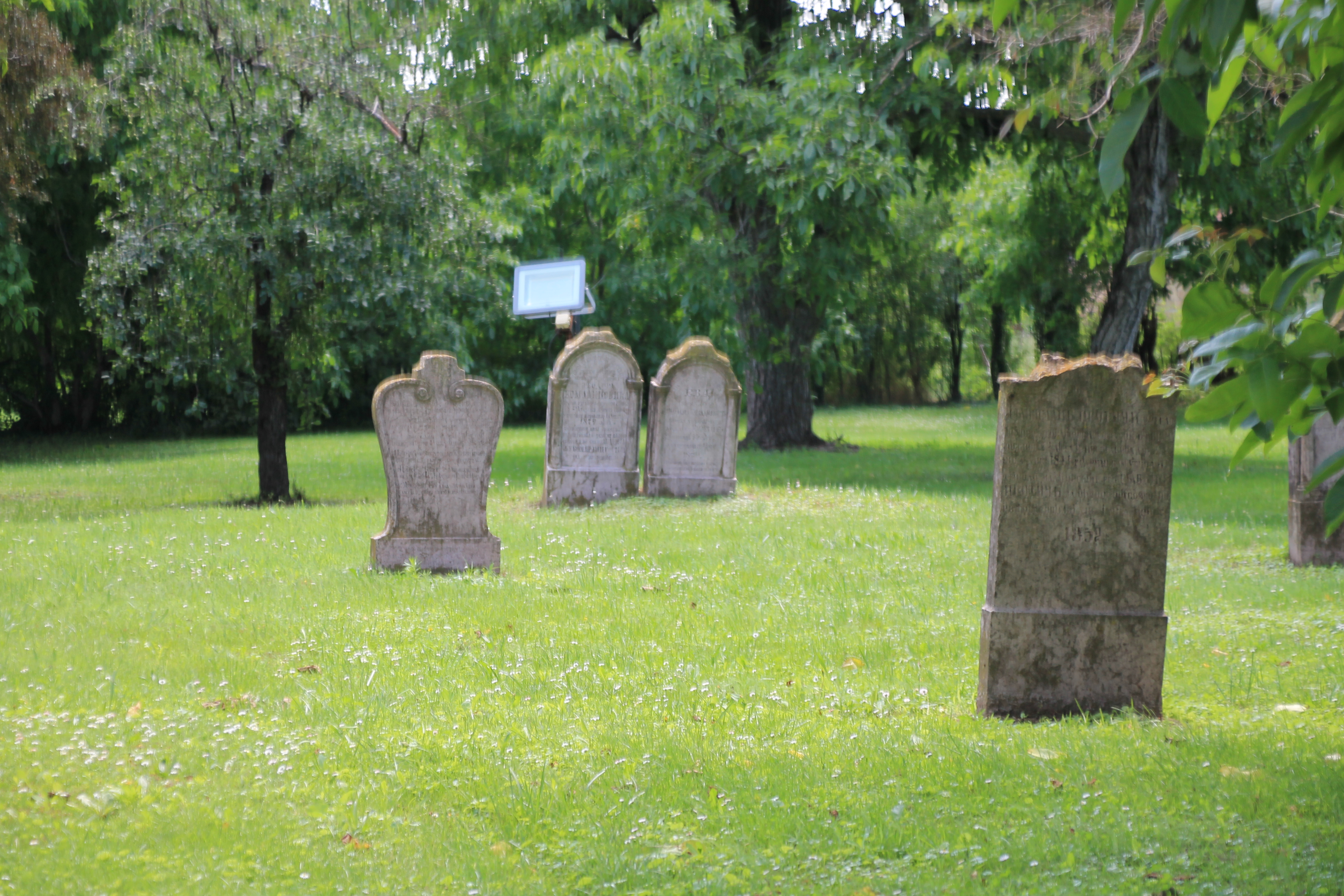
Alte Grabsteine im Kirchhof
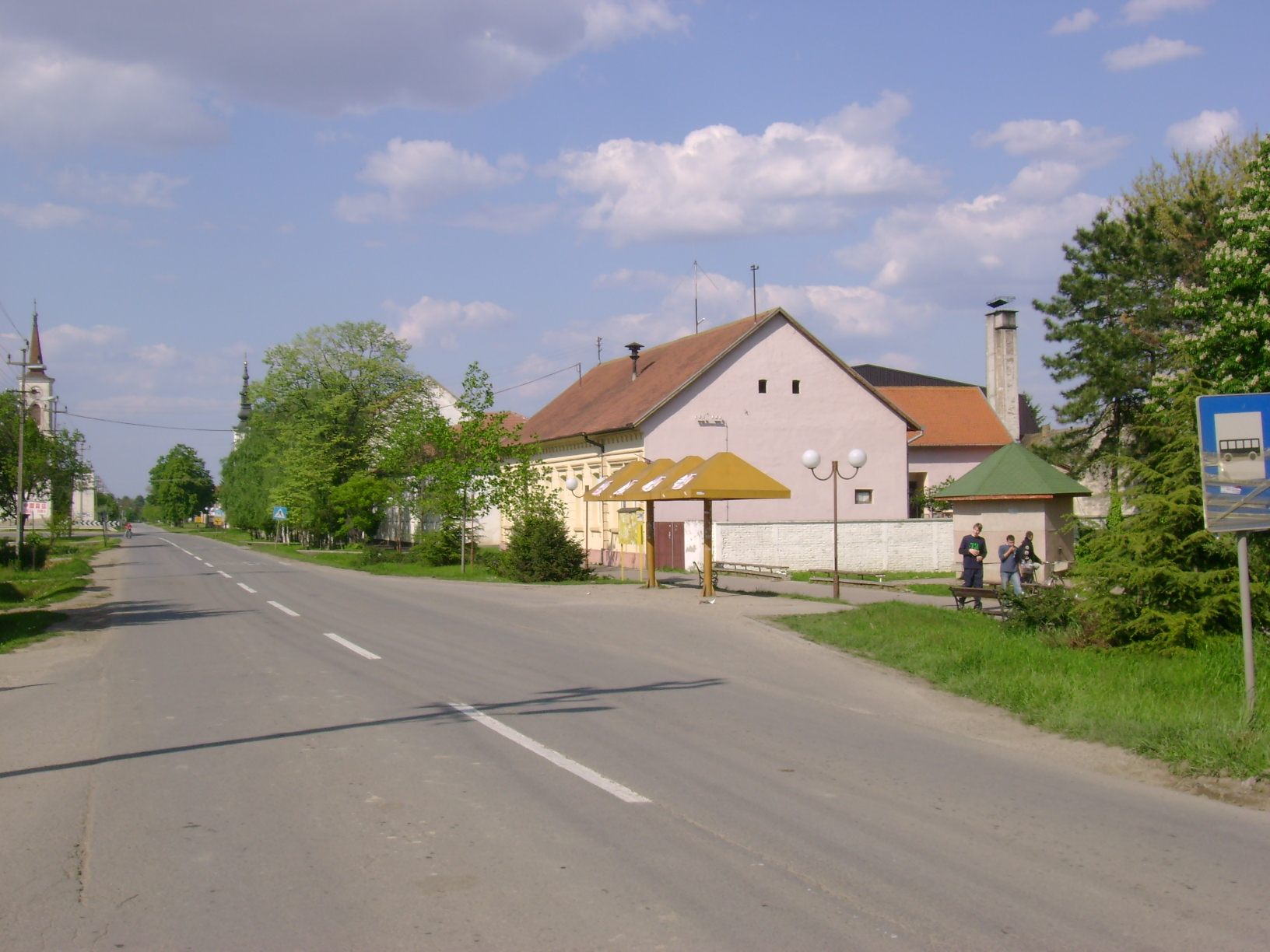
Hauptstraße mit den Kirchtürmen